# Wuhan Greenland Center
Wuhan Greenland Center je 476 m vysoký mrakodrap ve výstavbě, nacházející ve Wu-chanu v Číně. Bude obsahovat 97 pater. Stavba započala v roce 2012 a dokončení se plánuje na rok 2022. Jeho cena činí 4,5 miliardy amerických dolarů (101,25 miliard Kč).